# یون پوپا (ورزشکار)
یون پوپا (انگلیسی: Ion Popa; ۲ فوریهٔ ۱۹۵۷ – ) قایقران روئینگ اهل استرالیا بود.
وی در مسابقات کشوری و بین‌المللی در مجموع برندهٔ ۲ مدال طلا، ۲ مدال برنز شده‌است.